# Duitsland op het Eurovisiesongfestival 1995
Duitsland deed mee aan het Eurovisiesongfestival 1995 in Dublin. Het was de 40ste deelname van het land op het Eurovisiesongfestival.

## Selectieprocedure
In tegenstelling tot de vorige jaren werd er gekozen om de kandidaat en lied intern te kiezen.
Uiteindelijk koos men voor de groep Stone & Stone met het lied Verliebt in Dich.

## In Dublin
In de finale van het Eurovisiesongfestival 1995 moest Duitsland optreden als 3de, net na Ierland en voor Bosnië-Herzegovina. Op het einde van de stemming bleek dat ze op een 23ste en laatste plaats geëindigd waren met 1 schamel punt.
Nederland deed niet mee in 1995 en België had geen punten over voor deze inzending.

### Gekregen punten
| 12 punten | 10 punten | 8 punten | 7 punten | 6 punten |
| --------- | --------- | -------- | -------- | -------- |
|           |           |          |          |          |
| 5 punten  | 4 punten  | 3 punten | 2 punten | 1 punt   |
|           |           |          |          | - Malta  |

### Gegeven punten
Punten gegeven in de finale:
| 12 punten | Zweden     |
| 10 punten | Israël     |
| 8 punten  | Frankrijk  |
| 7 punten  | Denemarken |
| 6 punten  | Spanje     |
| 5 punten  | Slovenië   |
| 4 punten  | Noorwegen  |
| 3 punten  | Cyprus     |
| 2 punten  | Malta      |
| 1 punt    | Ierland    |

1956 · 1957 · 1958 · 1959 · 1960 · 1961 · 1962 · 1963 · 1964 · 1965 · 1966 · 1967 · 1968 · 1969 · 1970 · 1971 · 1972 · 1973 · 1974 · 1975 · 1976 · 1977 · 1978 · 1979 · 1980 · 1981 · 1982 · 1983 · 1984 · 1985 · 1986 · 1987 · 1988 · 1989 · 1990 · 1991 · 1992 · 1993 · 1994 · 1995 · 1996 · 1997 · 1998 · 1999 · 2000 · 2001 · 2002 · 2003 · 2004 · 2005 · 2006 · 2007 · 2008 · 2009 · 2010 · 2011 · 2012 · 2013 · 2014 · 2015 · 2016 · 2017 · 2018 · 2019 · 2020 · 2021 · 2022 · 2023 · 2024 · 2025